# Новониколаевский поселковый совет (Новониколаевский район)
Новониколаевский городской совет (укр. Новомиколаївська міська рада) — входит в состав
Новониколаевского района
Запорожской области
Украины.
Административный центр поселкового совета находится в городе Новониколаевка.

## История
- 1943 — дата образования.

## Населённые пункты совета
- г. Новониколаевка
- с. Михайловское
- с. Островское